# Mauro Pregnolato
Mauro Pregnolato (21 ottobre 1964) è un ex siepista italiano.

## Biografia
Ha esordito in nazionale assoluta il 28 maggio 1987 nell'incontro internazionale tra Italia ed Unione Sovietica disputato a Torino, in cui si è classificato in quarta posizione sulle 2 miglia con un tempo di 8'45"64. Nel 1989 a Macerata ha corso nuovamente con la maglia della nazionale assoluta in un incontro tra Italia, Repubblica Ceca e Germania Est, piazzandosi in sesta posizione sui 3000 metri con il tempo di 8'20"05.
Il suo primato personale di 8'22"03 sui 3000 siepi lo pone al sedicesimo posto nelle graduatorie nazionali italiane sulla specialità (era tra i primi 10 al momento del suo ritiro).

## Record nazionali
Seniores
- Staffetta 4x1 miglio: 16'31"7 m ( Bergamo, 12 ottobre 1985)

## Campionati nazionali
1985
- 4º ai campionati italiani assoluti, 1500 m piani - 3'40"70

1987
- Argento ai campionati italiani assoluti, 3000 siepi - 8'22"03
- 19º ai campionati italiani di corsa campestre - 33'15"1

1988
- 4º ai campionati italiani assoluti, 3000 siepi - 8'41"31
- Oro ai campionati italiani assoluti indoor, 3000 m piani - 8'01"16

1992
- 6º ai campionati italiani assoluti indoor, 3000 m piani - 8'07"87

## Altre competizioni internazionali
1988
- 11º al Memorial Van Damme ( Bruxelles), 3000 m siepi - 8'31"58

1990
- 4º al Golden Gala ( Bologna), 3000 m siepi - 8'26"36

1991
- 11º al Golden Gala ( Roma), 3000 m siepi - 8'28"96

1992
- 8º al Golden Gala ( Roma), 3000 m siepi - 8'31"88

1993
- 12º al Golden Gala ( Roma), 3000 m siepi - 8'39"96